# Désiré-Magloire Bourneville

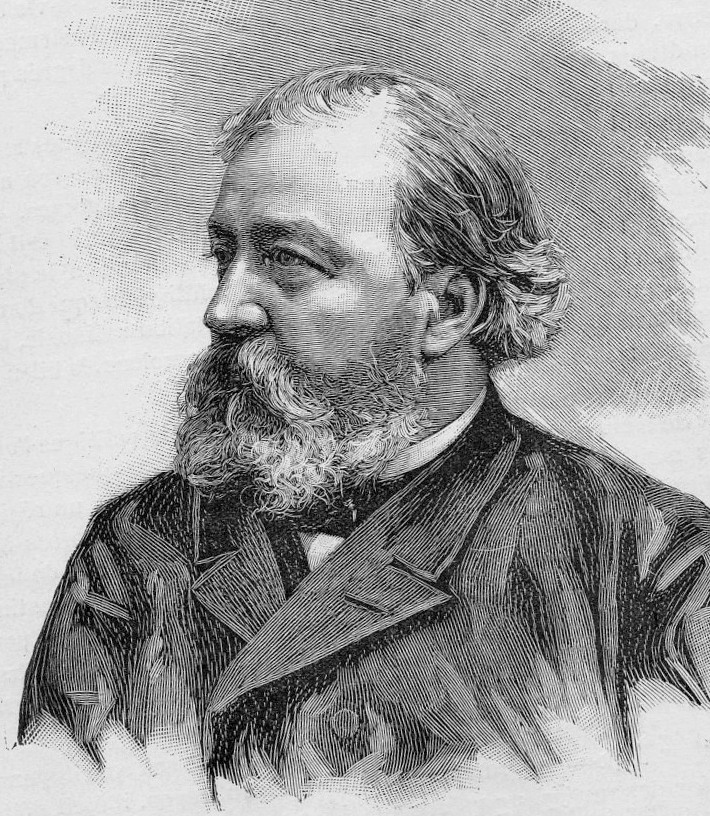
Désiré-Magloire Bourneville

Désiré-Magloire Bourneville (* 20. Oktober 1840 in Garencières (Département Eure); † 28. Mai 1909 in Paris) war ein französischer Neurologe zur Zeit der Dritten Republik.

## Leben
Er studierte Medizin in Paris und arbeitete als Assistenzarzt am Hôpital Salpêtrière und am Krankenhaus von Bicêtre. 1866 beteiligte er sich als Freiwilliger an ärztlichen Maßnahmen während einer schweren Choleraepidemie in Amiens. Nach seiner Rückkehr nach Paris schrieb er für die sozialistische Zeitung Le Réveil. Während der Belagerung von Paris im Deutsch-Französischen Krieg 1870/71 wurde er als Sanitätsoffizier und Chirurg im Hôpital de la Salpêtrière eingesetzt. Als im Zug der Pariser Kommune 1871 Revolutionäre einige verwundete Gefangene exekutieren wollten, setzte sich Bourneville für diese ein und rettete mehreren das Leben. In den 1870er Jahren war er sowohl Mitglied des Französischen Parlaments als auch des Stadtrates von Paris. Er trat in diesen Funktionen für Reformen des Gesundheitswesens ein.
Zwischen 1879 und 1905 war Bourneville Arzt der Kinderklinik am Bicêtre-Hôpital. Er gründete in Paris eine Tagesschule für die Sondererziehung geistig retardierter und von Epilepsie betroffener Kinder.
Von Bourneville stammt die Erstbeschreibung der nach ihm und John James Pringle benannten tuberösen Sklerose.